# Clarence Vaughn

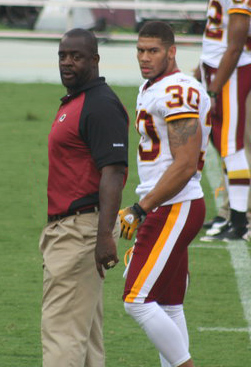
Imagem de Clarence Vaughn.

Clarence Vaughn é um ex-jogador profissional de futebol americano estadunidense que foi campeão da temporada de 1991 da National Football League jogando pelo Washington Redskins.